# Lamachaur
Lamachaur (nep. लामाचौर) – gaun wikas samiti w zachodniej części Nepalu w strefie Gandaki w dystrykcie Kaski. Według nepalskiego spisu powszechnego z 2001 roku liczył on 1054 gospodarstw domowych i 5019 mieszkańców (2624 kobiet i 2395 mężczyzn).